# Staza Bremgarten
| Staza Bremgarten                                                       | Staza Bremgarten     |
| ---------------------------------------------------------------------- | -------------------- |
|                                                                        |                      |
| Lokacija                                                               | Bern, Švicarska      |
| Vremenska zona                                                         | GMT+1                |
| Koordinati                                                             | 46°57′00″N 7°24′39″E |
| Dužina staze                                                           | 7,280 km             |
| Glavni događaji                                                        |                      |
| Europsko automobillističko prvenstvo (1935. − 1939.)                   |                      |
| Svjetsko automobilističko prvenstvo (1950. − 1954.)                    |                      |
| Svjetsko prvenstvo u motociklizmu (1937., 1947., 1949., 1951. − 1954.) |                      |

Staza Bremgarten je bila motociklistička i automobilistička staza koja se nalazila desetak kilometara od centra Berna u Švicarskoj. Staza je bila duga 7,28 kilometara, a izgrađena je 1931. kao staza za motociklističke utrke. Osim Svjetskog prvenstva u motociklizmu, na Bremgartenu su se vozile utrke Europskog automobilističkog prvenstva, te Svjetskog automobilističkog prvenstva, danas poznatijeg kao Formula 1.
Od početka je staza Bremgarten, koja nije imala pravac, već je bila skup brzih zavoja, bila opasna za vozače. Odmah do staze su se nalazila drveća, a sama staza je često bila loše osvjetljenja, te su promjene površine ceste tvorili vrlo opasan krug, posebno po mokrom. Nakon nesreće na utrci 24 sata Le Mansa u Francuskoj 1955., Švicarska je zabranila utrkivanje u svojoj zemlji, a staza Bremgarten otišla u povijest.

## Vanjske poveznice
- Circuit Bremgarten - Stats F1